# Wilno (1899)
Wilno – polski rzeczny holownik uzbrojony z okresu II wojny światowej.

## Historia
W roku 1899 w Kokerill (Belgia), został zbudowany statek towarowo-osobowy, noszący nazwę „Wilno”. Jego armatorem był Michał Uczechowski z Wilna. W latach 20. przeszedł na własność Poleskiego Towarzystwa Handlu i Żeglugi w Pińsku.
31 sierpnia 1939 roku statek został zmobilizowany do służby we Flotylli Pińskiej. Ok. 10 września został uzbrojony i opancerzony w porcie pińskim. Wykonywał zadania holownicze. 21 września został trafiony, koło Kuźliczyna, niemiecką bombą lotniczą i zniszczony.